# Bubopsis andromache
Bubopsis andromache is een insect uit de familie van de vlinderhaften (Ascalaphidae), die tot de orde netvleugeligen (Neuroptera) behoort. 
Bubopsis andromache is voor het eerst wetenschappelijk beschreven door andromache U. Aspöck et al. in 1979.